# Pirella naumovii
Pirella naumovii är en svampart som först beskrevs av Milko, och fick sitt nu gällande namn av Benny & Schipper 1992. Pirella naumovii ingår i släktet Pirella och familjen Mucoraceae.   Inga underarter finns listade i Catalogue of Life.